# Trem de Trótski

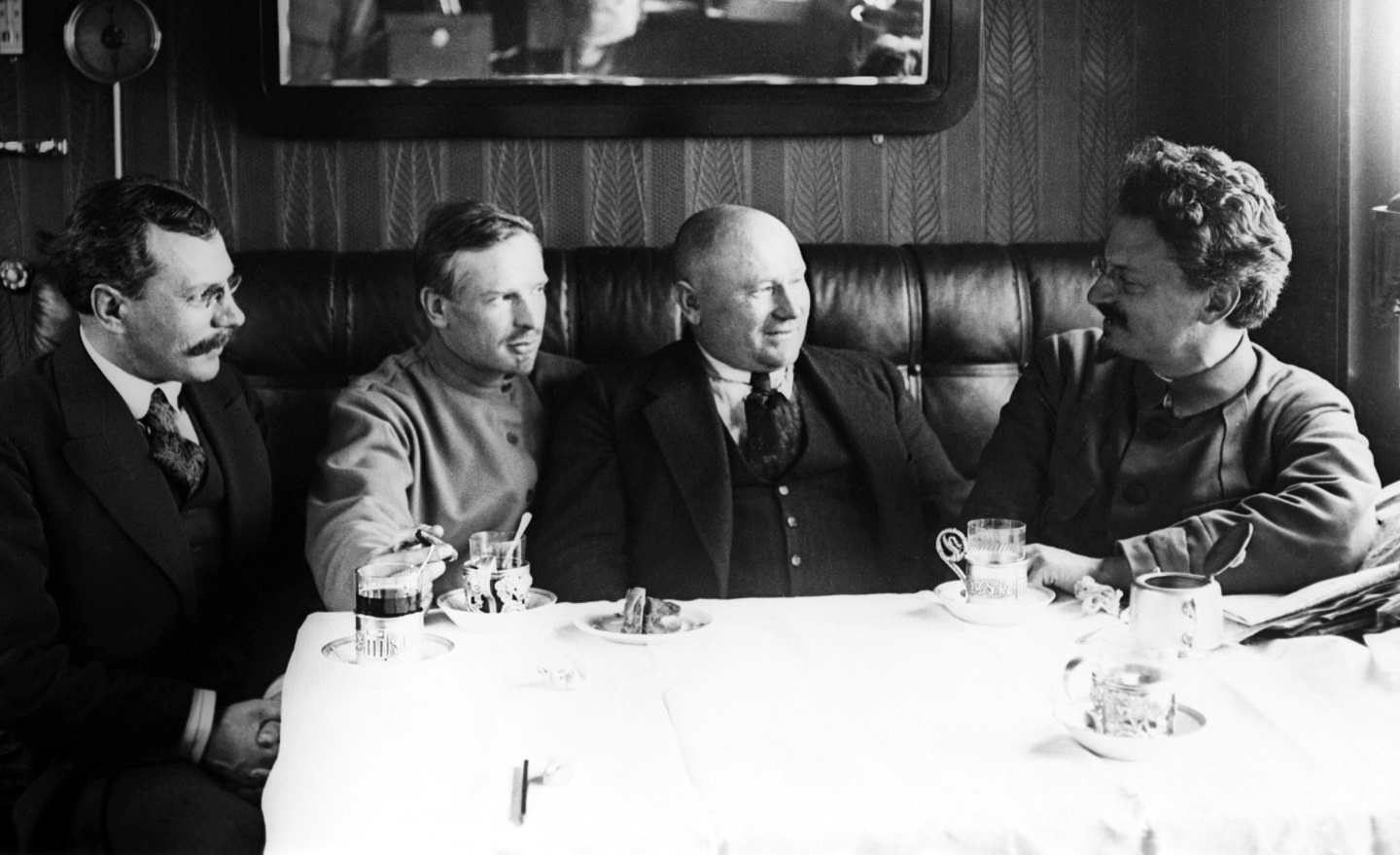
Leon Trótski (direita) no vagão de seu trem blindado, 1920

O Trem de Trótski era o comboio blindado pessoal de Leon Trótski, Comissário do Povo para Assuntos Militares e Naval, que tinha construído em Agosto de 1918. Incluía uma estação telegráfica, biblioteca, uma gráfica, uma estação de rádio, uma garagem de automóveis e um pequeno esquadrão aéreo. Os funcionários do trem incluíam muitos especialistas soviéticos em aquisições militares e civis. Um jornal especial - V Puti (em russo:  В пути, "Na estrada"), que serviu de agitação para o Exército Vermelho) - foi publicado nele. Durante a Guerra Civil Russa, o trem foi visitado por proeminentes líderes Bolcheviques, incluindo Joseph Stalin. "Trem da Vitória" contribuiu para a formação do Exército Vermelho ea subsequente consolidação do poder dos bolcheviques na Rússia Soviética.